# Zonas controladas por el Partido Comunista de China
La China controlada por los comunistas (o el Área de Base Revolucionaria del Partido Comunista de China), oficialmente llamada Zona Soviética de 1927 a 1937, y Zona Liberada de 1946 a 1949, conocida en Occidente como China comunista o Gobierno comunista, fue la parte de los territorios de la República de China controlados por el Partido Comunista de China (PCCh) de 1927 a 1949 durante el Gobierno nacionalista del Kuomintang.
Hubo seis áreas soviéticas desde 1927 hasta 1933: Ching-kang-shan, el soviet central en el este de Jiangxi en la frontera de Fujian, el sóviet O-Yu-Wan (Hubei-Henan-Anhui), Hsiang-o-hsi (Hupei Occidental y Hunan) y Hsiang-kan (Hunan-Kiangsi). El primer sóviet fue el sóviet de Hailufeng creado en 1927. El sóviet central fue la base principal del PCCh en el cual su líder Mao Zedong emitió una directiva el 1 de septiembre de 1931 para que el Sóviet Central movilizara en masa la región como área de base. Como surgieron problemas para poder controlar territorios fuera del Sóviet Central, en 1933 se logró una transferencia completa de las fuerzas comunistas al Sóviet Central. En 1931, las áreas desconectadas controladas por los comunistas fueron declaradas República Soviética de China .
Algo separado de los soviéticos chinos, hubo un protectorado pro-Unión Soviética gobernado por Sheng Shicai luego de la invasión soviética de Xinjiang. Sheng cambió entre la alianza y la hostilidad hacia los comunistas en el este.
Tras la intervención de la Unión Soviética contra Japón en la Segunda Guerra Mundial en 1945, las fuerzas de la URSS invadieron el estado cliente japonés de Manchukuo. Mao Zedong en abril y mayo de 1945 había planeado movilizar de 150,000 a 250,000 soldados de toda China para trabajar con las fuerzas de la Unión Soviética en la captura de Manchuria. Después del final de la guerra, los comunistas controlaban un tercio del territorio de China. De 1945 a 1949, en la Revolución Comunista China, los comunistas lograron capturar todo el territorio chino, exceptuando a la isla de Taiwán, enclaves nacionalistas en Xinjiang y Fujian o del Reino del Tíbet, y establecieron la República Popular China que existe hoy.

## Jurisdicción
Los sóviets del PCCh revisaron la ley de matrimonio en sus territorios, emitieron leyes para controlar las actividades de los contrarrevolucionarios y establecieron un sistema judicial al estilo soviético. El sistema judicial fue considerado impresionante incluso por opositores a los comunistas, como el general Ch'en Ch'eng, quien habló de su "escasez de casos de malversación y corrupción".

## Historia
El 7 de noviembre de 1931, aniversario de la revolución bolchevique rusa de 1917, con la ayuda de la Unión Soviética, se llevó a cabo una Conferencia de Delegados del Pueblo Nacional Soviético en Ruijin, en la provincia de Jiangxi, que fue seleccionada como la capital nacional. Nació la "República Soviética de China", aunque la mayor parte de China todavía estaba bajo el control del Gobierno Nacional de la República de China. Ese día, tuvieron una ceremonia abierta para el nuevo país, y Mao Zedong y otros comunistas asistieron al desfile militar. Debido a que tenía su propio banco, imprimía su propio dinero y recaudaba impuestos a través de su propia oficina de impuestos, se considera como el comienzo de las Dos Chinas.

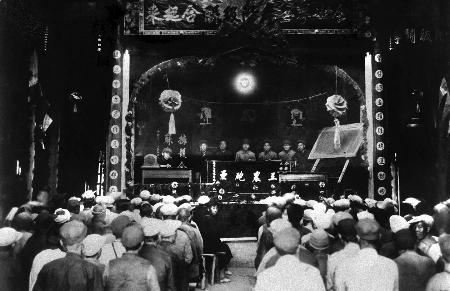
La ceremonia de fundación de la República Soviética de China el 7 de noviembre de 1931 en Ruijin, provincia de Jiangxi.

Con Mao Zedong como jefe de Estado (中央執行委員會主席, "Presidente del Comité Ejecutivo Central") y jefe de gobierno (人民委員會主席, "Presidente del Consejo de Comisarios del Pueblo"), el Soviet de Jiangxi se expandió gradualmente, alcanzando un pico de más de 30.000 kilómetros cuadrados y una población que sumaba más de tres millones, cubriendo partes considerables de dos provincias (con Tingzhou en Fujian). Además, su economía estaba mejor que la mayoría de las áreas que estaban bajo el control de los señores de la guerra chinos.[cita requerida] Además de la milicia y la guerrilla, el Ejército Rojo chino regular solos ya contaban con más de 140,000 a principios de la década de 1930, y estaban mejor armados que la mayoría de los ejércitos de los señores de la guerra chinos en ese momento[cita requerida]. Por ejemplo, el Ejército Rojo chino no solo ya tenía medios de comunicación modernos como teléfonos, telégrafos y radios de los que aún carecían la mayoría de los ejércitos de los señores de la guerra chinos, sino que ya transmitía regularmente mensajes inalámbricos en códigos y descifraba códigos nacionalistas.[cita requerida] Sólo el ejército de Chiang Kai-shek podía igualar al Ejército Rojo chino.

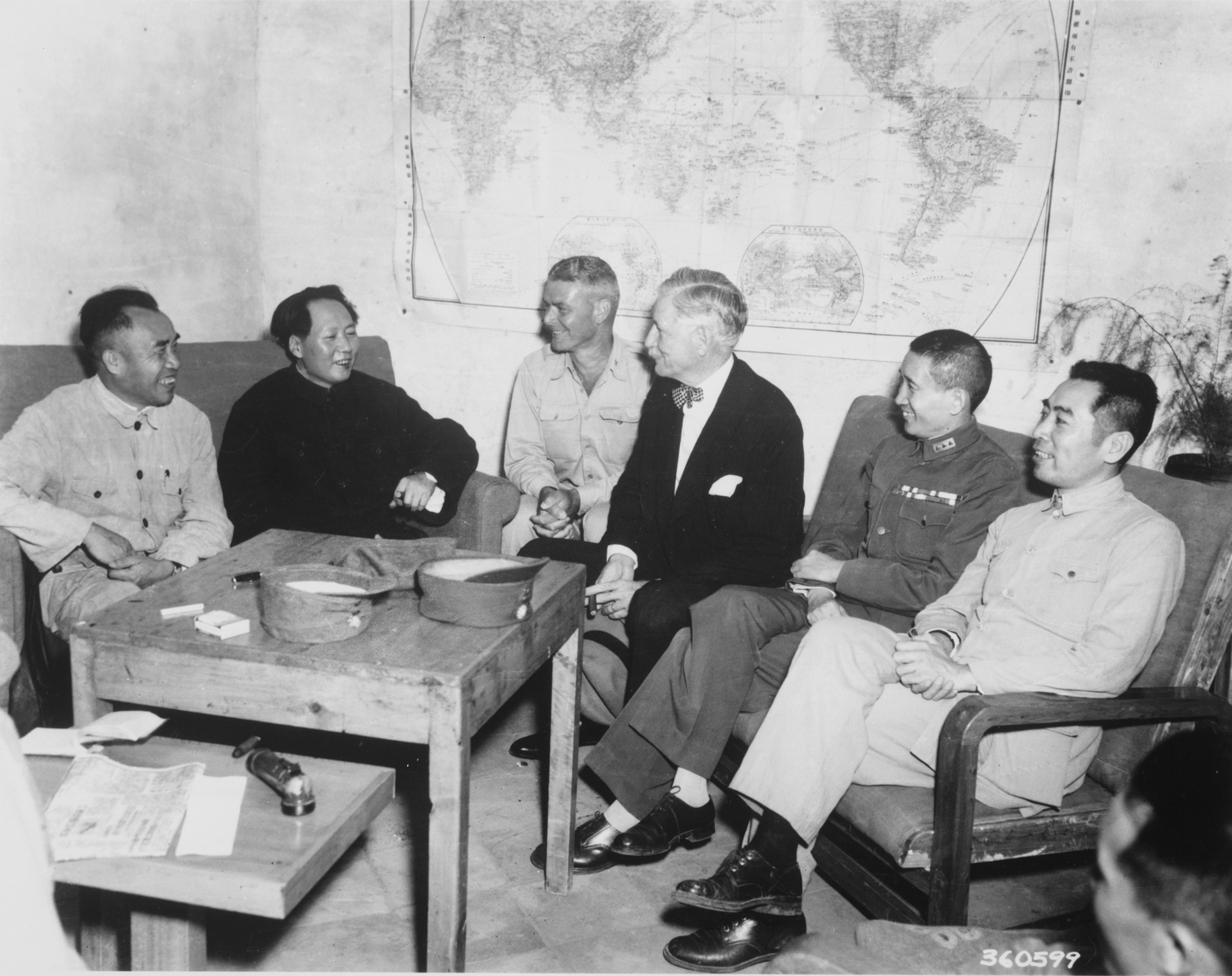
Mao Zedong (segundo desde la izquierda con uniforme oscuro) y funcionarios del Partido Comunista Chino (PCCh) reunidos con el embajador de Estados Unidos en China, Patrick Hurley (en el centro, con pajarita), en la sede del PCCh en Yan'an, 1945.

El gobierno nacionalista, encabezado por Chiang Kai-shek, se sintió amenazado por la república soviética y llevó a otros señores de la guerra chinos a hacer que el Ejército Nacional Revolucionario sitiara la república soviética repetidamente, lanzando lo que Chiang y sus compañeros nacionalistas llamaron campañas de cerco en ese momento, mientras que el los comunistas llamaron a sus contraataques "campañas de contracerco". Las campañas de cerco primera, segunda y tercera de Chiang Kai-shek fueron derrotadas por el Ejército Rojo chino dirigido por Mao. Sin embargo, después de la tercera campaña de contracerco, Mao fue destituido del liderazgo y reemplazado por los comunistas chinos que regresaban de la Unión Soviética, como Wang Ming , y el mando del Ejército Rojo chino estaba a cargo de un comité de tres hombres que incluía a los asociados de Wang Ming, Otto Braun , el asesor militar del Komintern, Bo Gu, y Zhou Enlai. El sóviet de Jiangxi comenzó así su inevitable y rápida caída bajo su política de extrema izquierda y mando militar incompetente, aunque el nuevo liderazgo no pudo deshacerse de inmediato de la influencia de Mao que prevaleció durante la cuarta campaña de cerco, y así salvó a los comunistas temporalmente. Sin embargo, como resultado del dominio total que logró el nuevo liderazgo comunista después de la cuarta campaña de contracerco, el Ejército Rojo se redujo casi a la mitad, y la mayor parte de su equipo se perdió durante la quinta campaña de cerco de Chiang, iniciada en 1933 y orquestada por sus asesores alemanes, que implicó el cerco sistemático de la región soviética de Jiangxi con blocaos fortificados. Este método demostró ser muy efectivo. En un esfuerzo por romper el bloqueo, el Ejército Rojo, bajo las órdenes del comité de tres hombres, sitió los fuertes muchas veces, pero sufrió muchas bajas con poco éxito, lo que provocó que el tamaño soviético de Jiangxi se redujera significativamente debido a la desastrosa mano de obra del Ejército Rojo chino y pérdidas materiales.

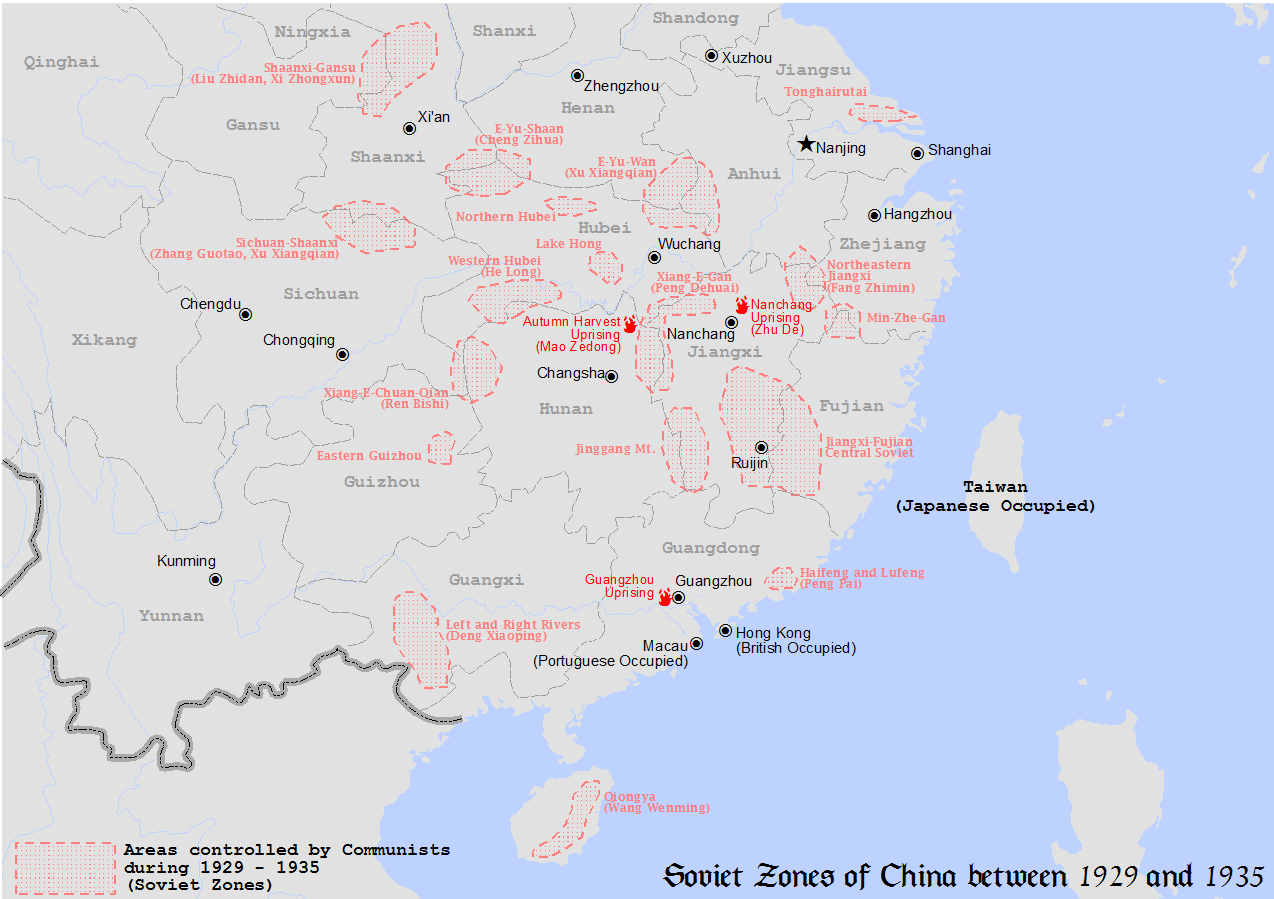
Mapa que muestra las zonas soviéticas de China controladas por los comunistas entre 1929 y 1935. Estas áreas fueron recontroladas por el gobierno nacionalista después de 1934.

El 10 de octubre de 1934, el liderazgo comunista del comité de tres hombres emitió formalmente la orden de retirada general, y el 16 de octubre de 1934, el Ejército Rojo chino comenzó lo que más tarde se conoció como la Gran Marcha, abandonando por completo al soviet de Jiangxi. 17 días después de que la principal fuerza comunista ya hubiera abandonado su base, los nacionalistas finalmente se dieron cuenta de que el enemigo había escapado después de llegar a la ciudad vacía de Ruijin el 5 de noviembre de 1934. Contrariamente a la creencia errónea común, el destino original era He Long, base comunista en Hubei, y el destino final Yan'an se decidió hasta mucho más tarde durante la Larga Marcha, mucho después del ascenso de Mao Zedong. Para evitar el pánico, el objetivo se mantuvo en secreto para la mayoría de las personas, incluido Mao Zedong, y se le dijo al público que solo una parte del Ejército Rojo chino participaría en una guerra móvil para derrotar a las fuerzas nacionalistas y, por lo tanto, esta parte del ejército sería renombrado como el "Ejército de Campo".
Para el otoño de 1934, los comunistas se enfrentaban a la aniquilación total. Esta situación ya había convencido a Mao Zedong y sus partidarios de creer que los comunistas deberían abandonar sus bases en la República soviética de Jiangxi. Sin embargo, la dirección comunista se negó obstinadamente a aceptar el fracaso inevitable y todavía soñaba con derrotar a las victoriosas fuerzas nacionalistas. El comité de tres hombres ideó un plan de diversiones y luego un reagrupamiento después de un retiro temporal. Una vez que se completara el reagrupamiento, se lanzaría una contraofensiva junto con las fuerzas de desviación anteriores, expulsando al enemigo del Soviet de Jiangxi.
Los primeros movimientos de la distracción en retirada fueron realizados por Fang Zhimin. Fang Zhimin y su adjunto, Xun Weizhou , fueron los primeros en romper las líneas del Kuomintang en junio, seguidos por Xiao Ke en agosto. Estos movimientos sorprendieron al Kuomintang, que en ese momento era numéricamente superior a los comunistas y no esperaba un ataque a su perímetro fortificado. Sin embargo, las cosas no resultaron como esperaban los comunistas: la fuerza de Fang Zhimin fue aplastada después de su éxito inicial, y con Xun Weizhou muerto en acción, casi todos los comandantes de esta fuerza fueron heridos y capturados vivos, incluido el propio Fang Zhimin, y todos fueron ejecutados más tarde por los nacionalistas. La única excepción fue Su Yu, quien logró escapar. A Xiao Ke no le fue mejor: aunque su fuerza inicialmente logró abrirse paso y luego llegó a la base comunista de He Long en Hubei, pero incluso con sus fuerzas combinadas, no pudieron desafiar a la fuerza nacionalista muy superior que asediaba al soviet de Jiangxi, nunca para regresar hasta el establecimiento de la República Popular China 15 años después.

## Banderas
|                                                                      |
| La entonces bandera del Partido Comunista Chino en la Zona Soviética |

|                                                           |
| Bandera de la República Soviética de China de 1934 a 1937 |

|                                                |
| Bandera del Ejército Rojo Chino de 1928 a 1934 |

|                                                |
| Bandera del Ejército Rojo Chino de 1928 a 1934 |

| |
| Bandera del gobierno nacionalista de la República de China utilizada durante la segunda guerra sino-japonesa de 1937 a 1945 |

| |
| La bandera del Ejército Nacional Revolucionario utilizada por el Nuevo Cuarto Ejército comunista y el Octavo Ejército de Ruta de 1937 a 1948 durante la segunda guerra sino-japonesa bajo el Segundo Frente Unido hasta 1945 |

| |
| Sin insignias comunistas o nacionalistas adjuntas, la bandera roja simple utilizada de 1946 a 1949 en la Zona Liberada controlada por los comunistas durante la Guerra de Liberación. |